# Idioma kubachi
El idioma kubachi (alternativamente kubachin) es un continuo dialectal de los idiomas darguines, hablado en Daguestán, Rusia por los kubachines.
Frecuentemente, es considerado un dialecto divergente del idioma dargua. El Ethnologue lo enumera bajo los dialectos del dargua pero reconoce que puede ser un idioma independiente.
En el Glottolog aparece como idioma hablado: Kubachi, dentro del idioma dargua y código Glotto: kuba1248 (Yu. B. Korjakov 2012).

## Escritura
El idioma kubachi está escrito en alfabeto cirílico con su propia versión de 44 letras.

## Fonología

### Consonantes
Aquí expresadas en alfabeto latino.
|                |                | Labial | Labial | Dental | Dental | Alveolar | Alveolar | Palatal | Velar | Velar  | Uvular | Uvular | Epi- glotal | Glotal |
| lenis          | fortis         | lenis  | fortis | lenis  | fortis | lenis    | fortis   | Palatal | lenis | fortis |        |        | Epi- glotal | Glotal |
| -------------- | -------------- | ------ | ------ | ------ | ------ | -------- | -------- | ------- | ----- | ------ | ------ | ------ | ----------- | ------ |
| Nasal oclusiva | Nasal oclusiva | m      |        | n      |        |          |          |         |       |        |        |        |             |        |
| Plosiva        | Sonora         | b      |        | d      |        |          |          |         | ɡ     |        |        |        |             |        |
| Plosiva        | Sorda          | p      | pː     | t      | tː     |          |          |         | k     | kː     | q      | qː     |             | ʔ      |
| Plosiva        | Eyectiva       | pʼ     |        | tʼ     |        |          |          |         | kʼ    |        | qʼ     |        |             |        |
| Africada       | Sorda          |        |        | t͡s     | t͡sː    | t͡ʃ       | t͡ʃː      |         |       |        |        |        |             |        |
| Africada       | Eyectiva       |        |        | t͡sʼ    |        | t͡ʃʼ      |          |         |       |        |        |        |             |        |
| Fricativa      | Sorda          |        |        | s      | sː     | ʃ        | ʃː       |         | x     | xː     | χ      | χː     | ʜ           |        |
| Fricativa      | Sonora         |        |        | z      |        | ʒ        |          |         |       |        | ʁ      |        | ʢ           | ɦ      |
| Vibrante       | Vibrante       |        |        |        |        | r        |          |         |       |        |        |        |             |        |
| Aproximante    | Aproximante    | w      |        | l      |        |          |          | j       |       |        |        |        |             |        |